# Theresa Fitzgerald
Theresa Fitzgerald (født 6. august 1995) er en kvindelig australsk håndboldspiller. Hun spiller i Melbourne HC og på Australiens håndboldlandshold, som venstre fløj. Hun repræsenterede Australien, under VM 2019 i Japan.